# Флориссант (Миссури)
Флориссант (англ. Florissant) — город в округе Сент-Луис в штате Миссури в Соединённых Штатах Америки; часть Большого Сент-Луиса.
Согласно переписи населения США 2020 года, общая численность населения Флориссанта составляла 52 533 человека, что делает его крупнейшим городом в округе Сент-Луис.

## География
По данным Бюро переписи населения США, общая площадь города составляет 12,87 квадратных миль (33,33 км2), из которых 12,56 квадратных миль (32,53 км2) приходится на сушу, а 0,31 квадратных мили (0,80 км2) покрыто водой.

## История
Точная дата, когда первые колонисты осели в долине, неизвестна, но это точно одно из старейших поселений европейцев в Миссури. Некоторые историки полагают, что оно было основано примерно в то же время, что и Сент-Луис. Первое гражданское правительство было сформировано в 1786 году. Испанские архивы в Гаване показывают, что во Флориссанте на момент переписи 1787 года проживало 40 человек и имелось семь плантаций.
Деревня, которую французские поселенцы называли «Флориссант», что буквально означает «цветущий», была типичной французской деревней с общинными землями и общими полями. Община была сосредоточена вокруг прихода Святого Фердинанда (и часто называлась в его честь, особенно испанцами). Храм построенный в 1819 году занесён в Национальный реестр исторических мест США, как и местное кладбище.
Первая железнодорожная линия в этот район была построена в 1878 году.
Ещё в 1889 году город был преимущественно франкоговорящим (в то время как южная часть мегаполиса была в основном немецкоговорящей).
После Второй мировой войны Флориссант превратился из небольшой деревенской общины в крупный пригородный центр, поскольку застройщики, такие как Alfred H. Mayer Co., начали строить подразделения на том, что раньше было сельскохозяйственными угодьями и пустырями. Около 18 тысяч домов были построены между 1947 и 1980 годами, а население достигло своего пика в 76 000 человек в середине 1970-х годов, что сделало его крупнейшим городом в округе Сент-Луис The last train to Florissant ran on November 14, 1931..
В 2012 году Флориссант занял 76-е место в списке 100 лучших мест для жизни – лучших малых городов Америки журнала «Money». В 2014 году Флориссант был признан лучшим малым городом для выхода на пенсию в Америке и вторым по безопасности жизни городом в штате Миссури.